# Litologia

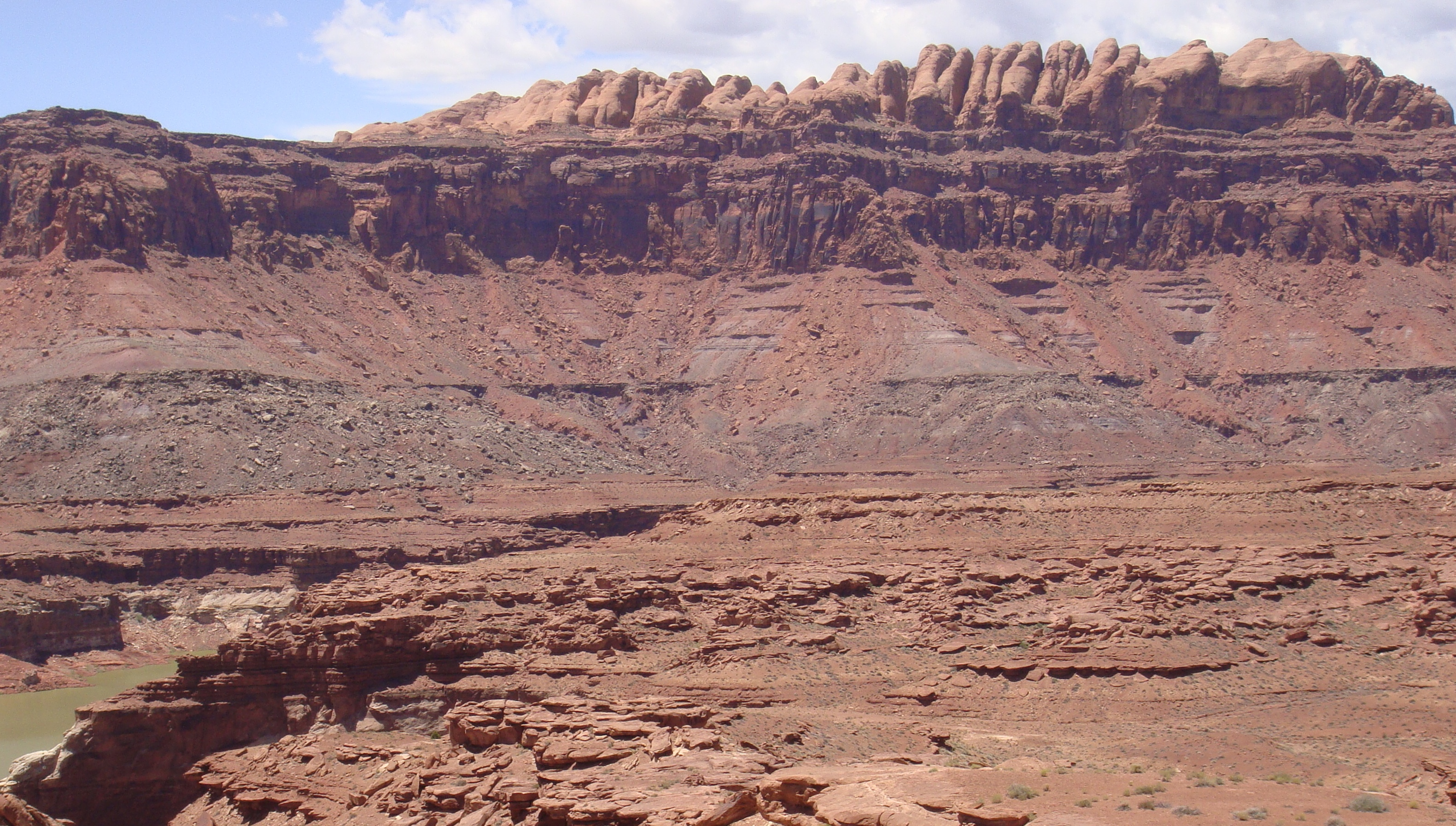
Estratigrafia del sud-est de Utah

La litologia és la part de la geologia que s'ocupa de l'estudi de l'estructura (interna i externa), les propietats i l'origen de les roques. Les investiga i classifica segons la seva grandària de gra, la grandària de les partícules i les seves característiques físiques i químiques. La litologia d'una unitat de roca és la descripció de les seves característiques físiques visibles o una mostra del seu nucli o bé amb un microscopi de pocs augments, aquestes característiques poden ser el color, la textura, la mida del gra o la composició. Pot haver-hi una detallada descripció d'aquestes característiques o bé un resum dels caràcters més evidents de la roca. La litologia és la base per subdividir les seqüències de roques en unitats litostratigràfiques per a cartografia geològica i correlació entre les zones. En certes aplicacions, com la litologia d'investigació in situ es descriu amb una terminologia estàndard com l'europea Eurocode 7.

## Roques
Entenem per roca una massa de matèria mineral coherent, consolidada i compacta. Es pot classificar per la seva edat, la seva duresa o la seva gènesi (ígnies, sedimentàries i metamòrfiques).
Quan existeixen roques massives d'un sol tipus, o amb una estructura similar, la naturalesa de les roques pot condicionar el relleu. Els tipus de relleu per causes litològiques més significatius són: el relleu càrstic, el relleu sobre roques metamòrfiques i el relleu volcànic.